# Megachile riggenbachiana
Megachile riggenbachiana är en biart som beskrevs av Embrik Strand 1911. Megachile riggenbachiana ingår i släktet tapetserarbin, och familjen buksamlarbin. Inga underarter finns listade i Catalogue of Life.